# Fair and Warmer
Fair and Warmer è un film muto del 1919 diretto da Henry Otto. Il soggetto è tratto dall'omonimo lavoro teatrale che aveva debuttato il 6 novembre 1915: commedia di grande successo scritta da Avery Hopwood, fu rappresentata per 377 volte sui palcoscenici di Broadway, contemporaneamente all'Eltinge 42nd Street Theatre e all'Harris Theatre. Sceneggiato da June Mathis e A.P. Younger, aveva come interpreti May Allison, Pell Trenton, Eugene Pallette, Christine Mayo, William Buckley, Effie Conley.

## Trama

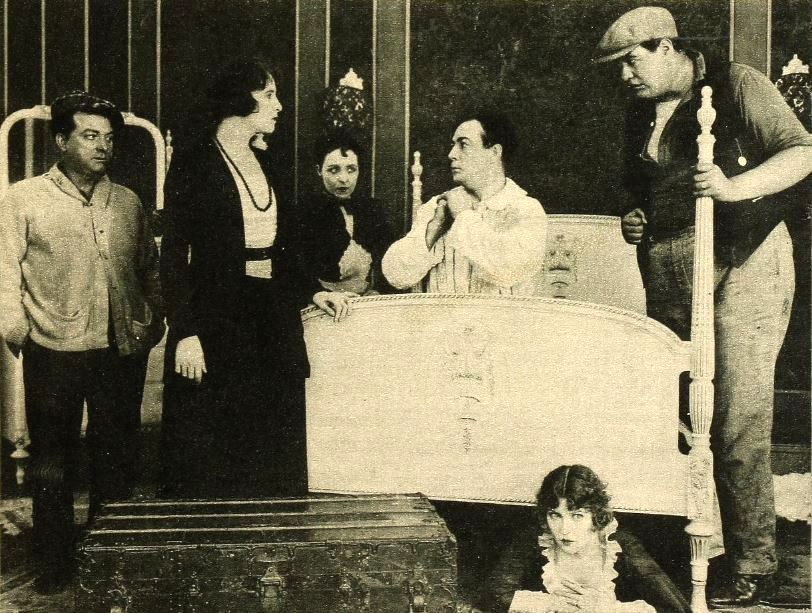

## Produzione
Il film fu prodotto dalla Screen Classics Inc..

## Distribuzione
Distribuito dalla Metro Pictures Corporation, il film uscì nelle sale cinematografiche degli Stati Uniti il 1º novembre 1919.